# República Autónoma Socialista Soviética de Mordovia
La República Autónoma Socialista Soviética de Mordovia (en ruso: Мордовская Автономная Социалистическая Республика, Mordovskaïa Avtonomnaïa Sovietskaïa Sotsialistitcheskaïa Respoublika, en erzya: Мордовскяй Автономнай Советскяй Социалистическяй Республикась, romanizado: Mordovskjaj Avtonomnaj Sovetskjaj Socialističeskjaj Respublikaś, en moksha: Мордовской Автономной Советской Социалистической Республикась, romanizado: Mordovskoj Avtonomnoj Sovetskoj Socialističeskoj Respublikaś), fue una república autónoma de la antigua Unión Soviética dentro de la República Socialista Federativa Soviética de Rusia. Fue creada en 1934.
Después de la disolución de la URSS, la RASS de Mordovia se transformó en la República de Mordovia, sujeto de la Federación Rusa.